# Артемівка (Калінінградська область)
Артемівка (рос. Артёмовка) — селище Німанського району, Калінінградської області Росії. Входить до складу Німанського міського поселення.
Населення —  100 осіб (2015 рік). 